# دييغو روفيرا
دييغو روفيرا (بالإنجليزية: Diego Rovira)‏ هو لاعب كرة قدم أمريكي في مركز الهجوم، ولد في 6 سبتمبر 1982 في ليما في بيرو. لعب مع San Diego Sockers (2009) ‏.